# (34105) 2000 PD20
2000 PD20 (asteroide 34105) é um asteroide da cintura principal. Possui uma excentricidade de 0.15019440 e uma inclinação de 14.13485º.
Este asteroide foi descoberto no dia 1 de agosto de 2000 por LINEAR em Socorro.